# 3557 Sokolsky
3557 Sokolsky è un asteroide della fascia principale. Scoperto nel 1977, presenta un'orbita caratterizzata da un semiasse maggiore pari a 4,0094577 UA e da un'eccentricità di 0,1734068, inclinata di 6,03326° rispetto all'eclittica.